# Simulium meadowi
Simulium meadowi es una especie de insecto del género Simulium, familia Simuliidae, orden Diptera.
Fue descrita científicamente por Mahe, Ma & An, 2003.